# 3-variété

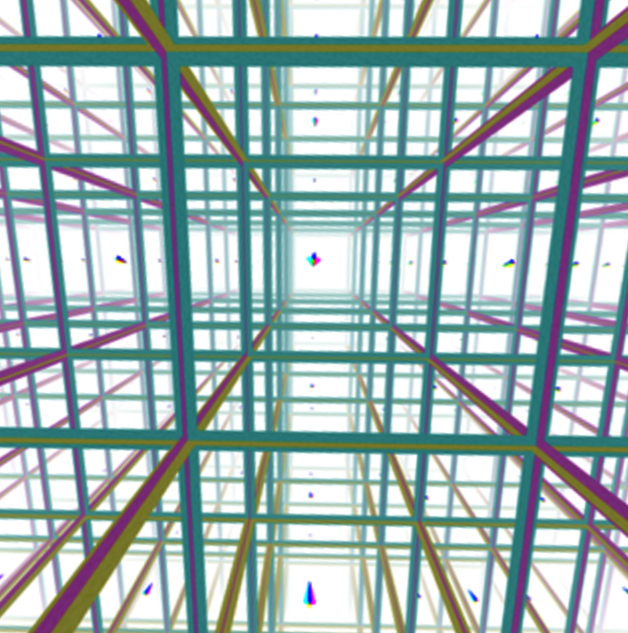
Image à l'ordinateur montrant la 3d

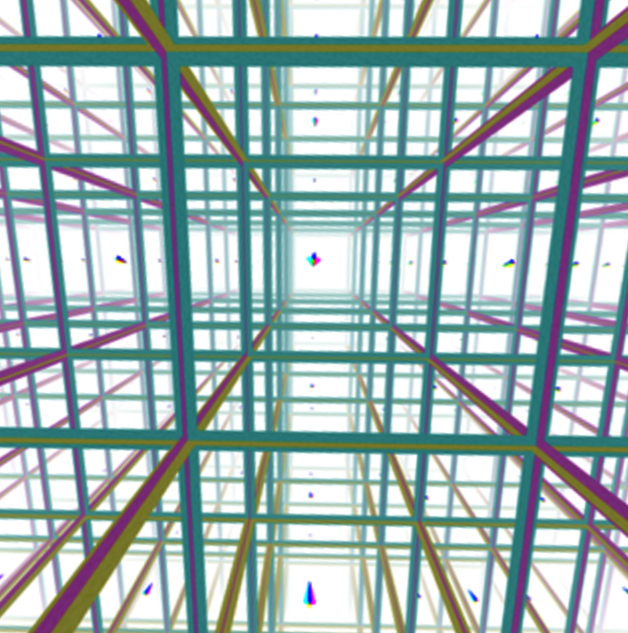
Image d'ordinateur avec 3d (même image, seule la légende change)

En mathématiques, une 3-variété est une variété de dimension 3, au sens des variétés topologiques, PL (en) ou différentielles (en dimension 3, ces catégories sont équivalentes).
Certains phénomènes sont liés spécifiquement à la dimension 3, si bien qu'en cette dimension, des techniques particulières prévalent, qui ne se généralisent pas aux dimensions supérieures. Cette spécificité des 3-variétés a conduit à la découverte de leurs relations étroites avec de multiples domaines comme la théorie des nœuds, la théorie géométrique des groupes, la géométrie hyperbolique, la théorie des nombres, la théorie de Teichmüller, la théorie quantique des champs topologique (en), les théories de jauge, l'homologie de Floer et les équations aux dérivées partielles.
La théorie des 3-variétés fait partie de la topologie en basses dimensions, donc de la topologie géométrique.
Une idée clé de cette théorie est d'étudier une 3-variété M en considérant des surfaces particulières plongées dans M. Choisir la surface « bien placée » dans la 3-variété mène à l'idée de surface incompressible (en) et à la théorie des variétés de Haken (en) ; la choisir telle que les morceaux du complémentaire soient le plus « agréables » possible conduit aux décompositions de Heegard (en), utiles même dans le cas non-Haken.
Les 3-variétés possèdent souvent une structure additionnelle : l'une des huit géométries de Thurston (dont la plus courante est l'hyperbolique). L'utilisation combinée de cette géométrie et des surfaces plongées s'est révélée fructueuse.
Le groupe fondamental d'une 3-variété donne beaucoup d'informations sur sa géométrie et sa topologie, d'où l'interaction entre théorie des groupes et méthodes topologiques.

## Exemples importants de 3-variétés
- Espace euclidien de dimension 3
- 3-sphère S3
- Groupe spécial orthogonal SO(3) (ou espace projectif réel RP3)
- Tore T3
- Espace hyperbolique H3
- Sphère d'homologie de Poincaré
- Espace de Seifert-Weber (en)
- Variété de Gieseking (en)

## Quelques classes importantes de 3-variétés
(Ces classes ne sont pas disjointes.)
- Variétés graphées (en)
- Compléments de nœuds ou d'entrelacs hyperboliques (nœud de huit (en), entrelacs de Whitehead, anneaux borroméens…)
- Variétés de Haken (en)
- 3-Sphères d'homologie
- 3-variétés hyperboliques (en)
- Fibrés en surfaces sur le cercle, en particulier tores d'homéomorphismes du tore T2
- Fibrés en intervalles ou en cercles sur une surface
- Variétés de Seifert
- 3-variétés munies d'une structure de contact

## Résultats fondamentaux
Certains de ces théorèmes ont conservé leurs noms historiques de conjectures.
Commençons par les résultats purement topologiques :
- Théorème de Moise (en) – Toute 3-variété possède une triangulation, unique à subdivison commune près.
  - Corollaire – Toute 3-variété compacte possède une décomposition de Heegard.
- Théorème de décomposition de Milnor
- Lemme de finitude de Kneser-Haken
- Théorèmes de la boucle et de la sphère de Papakyriakopoulos
- Théorèmes de la couronne et du tore
- Décomposition torique (en) de Jaco-Shalen et Johannson (de)
- Théorème du cœur compact de Scott (en)
- Théorème de Lickorish-Wallace (en)
- Théorèmes de rigidité topologique de Waldhausen (en)

Des théorèmes où la géométrie joue un rôle important dans la preuve :
- Conjecture de Smith (en), selon laquelle pour tout difféomorphisme de S3 d'ordre fini, le cercle des points fixes est non noué.
- Théorème de chirurgie cyclique (en)

Des résultats qui relient explicitement géométrie et topologie :
- Théorème de Thurston de chirurgie de Dehn hyperbolique (en)
- Théorème de Jørgensen (en)-Thurston, selon lequel l'ordre, sur l'ensemble des volumes finis de 3-variétés hyperboliques, est de type {\displaystyle \omega ^{\omega }}
- Conjecture de géométrisation de Thurston
- Conjecture de Poincaré
- Conjecture de Marden (en), ou théorème des bouts géométriquement sages
- Théorème des laminations terminales (en)